# オウム目
インコ目もしくはオウム目（インコもく・オウムもく、Psittaciformes）は、鳥綱に分類される目。日本産鳥類目録 改訂第7版などでは本目をインコ目としている。一方で世界中の鳥類に和名をあてた世界鳥類和名辞典では本目をオウム目としている。
オウム目に固有の特徴として、強靭な湾曲した嘴、直立した姿勢、強力な脚、そして鉤爪をもった対趾足の趾（あしゆび）などがあげられる。ほとんどのインコ科の鳥は全身が主に緑色で、部分的にほかの明るい色をしているが、中には多彩な色をした種類もある。オウム科の鳥ではその色彩はほとんど白からおおむね黒の範囲に及び、可動する羽根の冠（冠羽）をその頭頂部にもつ。ほとんどのオウム目の鳥は性的単型であるか最小限の性的二形である。
インコはカラス、カケス、カササギと並んで最も知能の高い鳥の一つであり、またその人の言葉をまねする能力からペットとして高い人気を博している。
ほとんどのインコの食餌のなかで最も重要な構成要素は、種子、ナッツ、果実、花粉とその他の植物性の素材で、いくつかの種は昆虫や小動物も食べる。またヒインコは花や柔らかい果実から蜜や果汁を採食することに特化している。ほとんどすべてのインコが木の洞(飼育下では巣箱)に巣をかけ、白い卵をうみ、晩成の雛を孵す。
現存する種類では、その大きさはアオボウシケラインコ(Buff-faced Pygmy-parrot)の10g以下、8cmからスミレコンゴウインコ(Hyacinth Macaw)の体長1m、フクロウオウム(Kakapo)の体重4kgにまで及ぶ。かれらは体長という項目に関して最も変化に富んだ分類目の鳥である。 並外れたインコとしては性的二型性のオオハナインコ（Eclectus、雄は緑色で雌は赤色である）、飛行せずレック型繁殖行動を行うフクロウオウムなどがあげられる。カカ、ミヤマオウム、テンジクバタンはとりわけ湾曲の強い上嘴をもつ。

## 分類

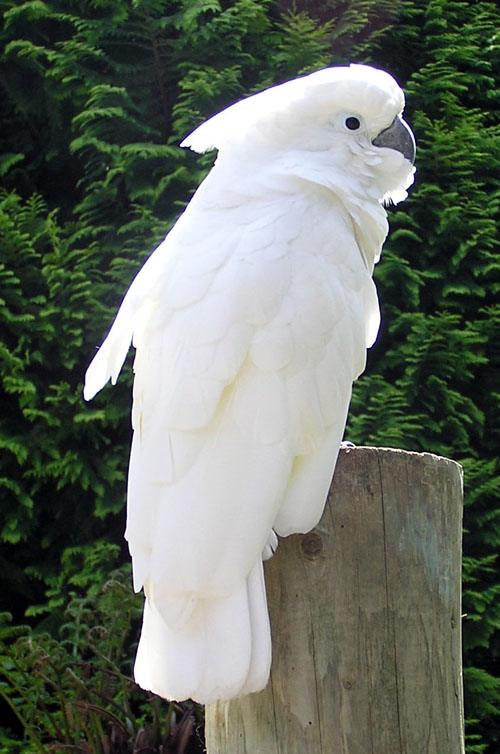
タイハクオウム
Cacatua alba
（オウム科）

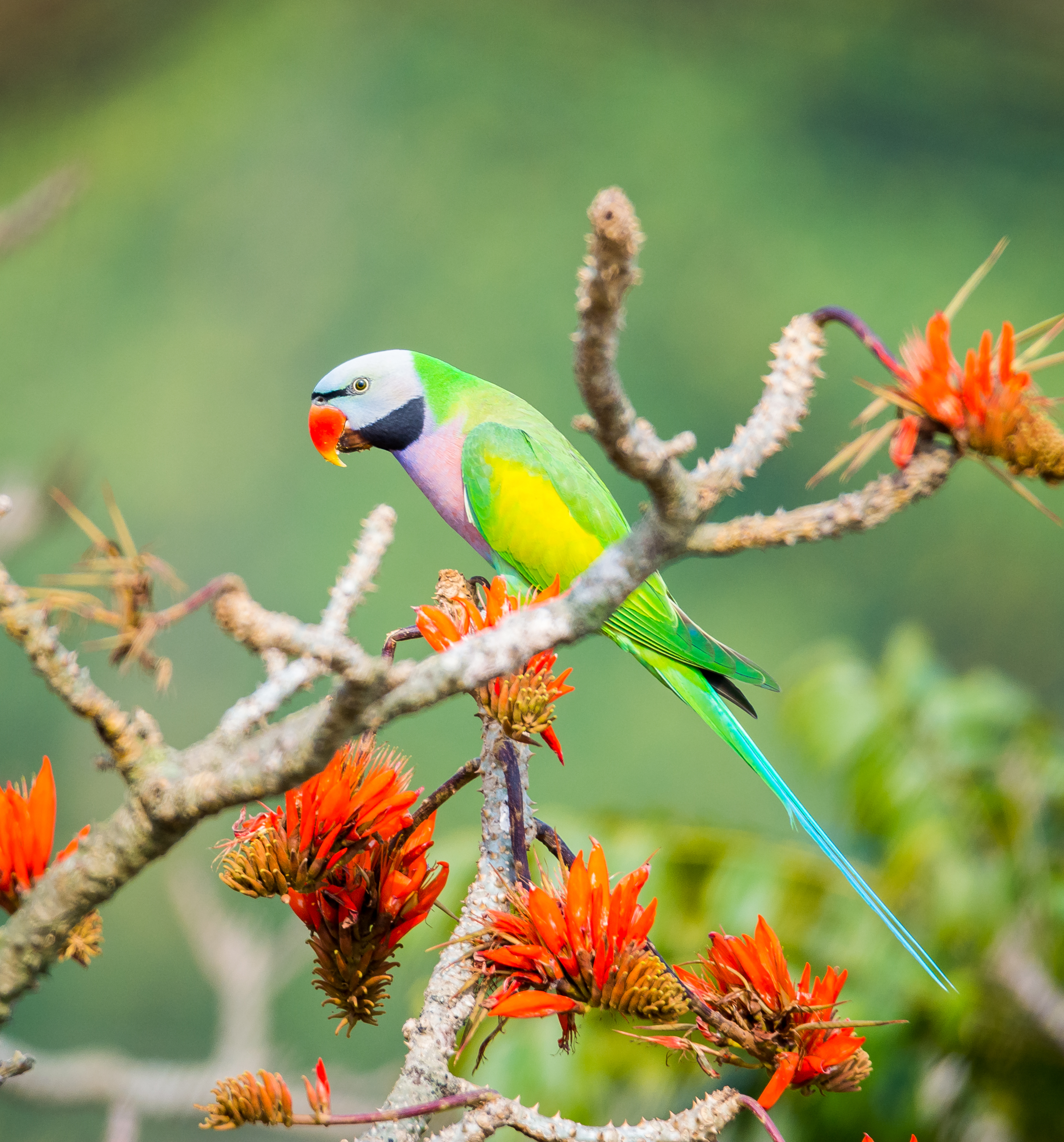
ダルマインコ
Psittacula alexandri
（インコ科）

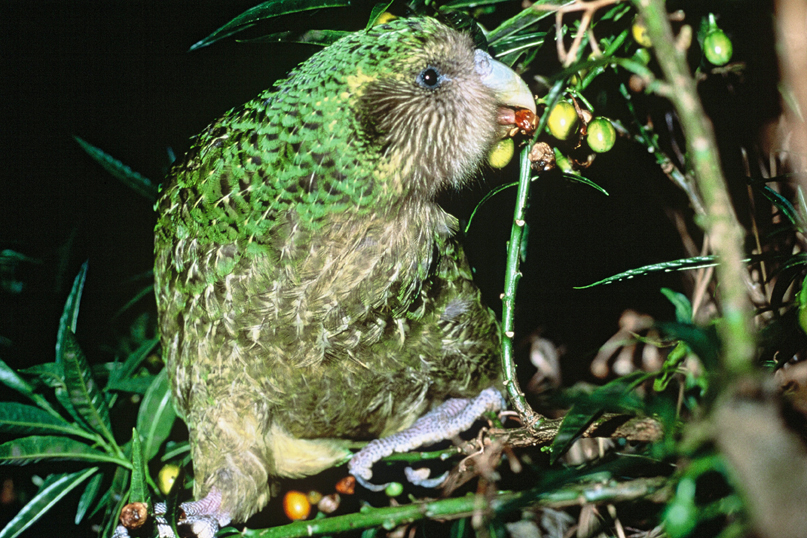
フクロウオウム
Strigops habroptila
（フクロウオウム科）

2008年に発表された鳥綱169種の核DNAの分子系統推定では、スズメ目の姉妹群という解析結果が得られている。
以下の分類は、IOC World Bird List (v 11.1) に従う。和名は、山崎・亀谷(2019)に従う。
- オウム科 Cacatuidae
- インコ科 Psittaculidae
- ヨウム科 Psittacidae
- フクロウオウム科 Strigopidae（ミヤマオウム属をNestoridaeとして分割する説もある）

ワイオミング州ニオブララ郡のランスクリーク堆積から発見された一片の15mmの下嘴の破片(UCMP 143274)が最初のインコの化石で、およそ7000万年前の後期白亜紀のものであるといわれていた。しかしその後の調査 でこの化石が鳥のものでないことがほぼ確実となり、caenagnathid—鳥のような嘴をもった飛行しない獣脚類恐竜に由来することが立証された。
現在では、一般にオウム目、あるいはそのいくつもの関連する鳥類の目を含む共通の祖先は、約6500万年前の白亜紀から第三紀の大絶滅イベントのころ、地球のどこかに現れたと推定されている。もしそうだとすれば、このときおそらく彼らはその形態学的固有派生形質を進化させていない。大ざっぱにいうなら現代の(必ずしも密接に関連があるというわけではないが)タチヨタカまたはガマグチヨタカに似た、未分化の樹上生活に適応した鳥だったのであろう。後述の古第三紀のインコ類も併せて参照されたい。
ヨーロッパは最初に一般にインコのものと認められた化石の出土した場所である。最初のものはMopsitta tantaの翼でデンマークで発掘され、年代は5500万年前までさかのぼる 。当時の気候は熱帯気候で暁新世-始新世境界温暖化極大イベント(PETM)に一致する。
これに続く化石は始新世のころ、およそ約5000万年前のものである。複数のほぼ完全なインコ様の鳥の骨格がイングランドとドイツで発見されている。多少不確実な部分もあるが、全般的に見てこれらは現代のインコの直系の祖先ではなく、北半球で進化したものの絶滅してしまった同族の系統であると見るべきである。これらはおそらくその祖先と現代のインコとを結ぶ"ミッシングリンク"ではなく、むしろインコやオウムと並行して進化したオウム目の系統であり、それ自身の独自の固有派生形質をもっていたのであろう。
- Psittacopes (初期/中期始新世　ガイゼルタール、ドイツ) — ベーサルか?
- Serudaptus - pseudasturid または psittacid?
- Pseudasturidae (おそらく正しくは Halcyornithidae)
  - Pseudasturides  - 従来は Pseudastur
- Quercypsittidae
  - Quercypsitta (後期始新世)

現代のインコの最も古い記録はおよそ2300万年から2000万年前にまでさかのぼり、これらもすべてヨーロッパで出土している。これに続く化石記録は - これもまた主にヨーロッパからであるが - 明瞭に現代のタイプのものであると識別できる骨格からなっている。南半球には北半球に匹敵するような興味深い時代に関する化石記録が存在せず、また2000万年前の中新世より古い時期の既知のインコ様の鳥の遺物も含まれていない。しかしながら、この点に関しては（インコ様のものとは対照的に）最初の明白なインコの化石が発見されており、その上嘴は現代のオウムのそれと見分けがつかない。いくつかの現代の属は暫定的に中新世起源とされているが、その明確な記録はたかだか500万年程度さかのぼったものに過ぎない。
命名されている化石のオウム目の属はおそらくすべてインコ科ないしその祖先の近縁である:
- Archaeopsittacus（後期漸新世/初期中新世）
- Xenopsitta（チェコの初期中新世）
- Psittacidae gen. et spp. indet. (オタゴ地方バサンズの初期/中期中新世 ニュージーランド) - 複数の種類
- Bavaripsitta（スタインバーグの中期中新世　ドイツ）
- Psittacidae gen. et sp. indet.（中期中新世　フランス） - 誤って"Psittacus" lartetianusとともにPararallus disparにおかれていた。

いくつかの古第三紀の化石はオウム目の化石であると明確には認められていない:
- Palaeopsittacus（初期-中期始新世　北西ヨーロッパ） - caprimulgiform (podargid?) あるいは quercypsittid?
- "Precursor"（初期始新世） - 明らかにキメラであるこの化石の部分はpseudasturid か psittacid であろう。
- Pulchrapollia（初期始新世） —  "Primobucco" olsoniを含む - オウム目 (pseudasturid か psittacid)?

オウム科はインコ科とは明白に異なっており、頭部に可動する冠羽をもち、インコ科とは異なる配置の頚動脈をもち、胆嚢があり、頭蓋骨に相違があり、そして羽毛のダイクテクスチャー組織（さまざまなインコに見られる鮮やかな色彩を作り出すように光を散乱させる羽根の構造）を欠いている。しかしながら実際の状況はおそらくもっと複雑である（下記参照）。
インコ科の下位分類群(たとえばヨウムを含むグループに対するセキセイインコの仲間の関係、といった)相互の関係についての理解はかなり確固としたものになってきているし、種相互の関係についての知見はここ数年で非常に改善されてきている。しかしインコ科における異なる系統を亜科と考えるべきなのか、それとも族と考えるべきなのかについてはいまだに論争が続いている。インコの化石や分子分岐学による年代決定では、その進化における主要な多様化と分岐の起きた時期を正確に決定するための十分なデータが得られず、このためさまざまな系統が実際には互いにどれくらい異なっているのか、そして進化によってどれほど素早く、また根本的に変化したのかを断定することは困難なのである。
ヒインコは従来オウム目第三の科であるヒインコ科(Loriidae) と見なされていたが、現在ではほとんどの場合インコ科(Psittacidae)の亜科と考えられている 。またヒインコを含むすべてのオウム目の鳥を巨大な単一の科の範疇に収める考え方もある。現在主流となっている見方は、ヒインコが亜科としての位置を正当化するに足るだけの差異をもっているとするものである。しかしこのきわめて顕著な差異が一意的な深い分岐の証拠ではなく、むしろもっと近縁の系統との差異と量的には違っていないと考えている者もある。生物地理学によればヒインコは明瞭に区別できる系統と考えるのが最良であり、おそらくオウムほど分岐した種ではなく、しかしそれでも他のインコの種からは隔たっていることが示唆される。
1998年のミトコンドリアDNAや、2005年のZ染色体の spindlin 遺伝子の分析 などのような最近の分子生物学的研究から、どんな証拠からも現存しているインコの系統相互の関係がほとんどの場合解決不能であることがわかった。予想外の結果は、spindlin 遺伝子の配列データから計算系統学により信頼性のある位置決定が可能な、現存しているインコの間での唯一の主要な分岐が起きたのがニュージーランド産インコ - フクロウオウム、ミヤマオウム、カカ - のいずれかとその他のインコの間であったことである。

## 生息範囲と分布
インコはオーストラリアや太平洋の島嶼、インド、東南アジア、北アメリカの南部地域、南アメリカおよびアフリカを含むすべての熱帯および亜熱帯の大陸で見ることができる。一部のカリブ海と太平洋の島々には固有種が存在する。圧倒的多数のインコの種がオーストラレーシアと南アメリカに由来する。
複数の種類のインコが南アメリカとニュージーランドの冷涼な温帯地方に進出している。一種類、カロライナインコが北アメリカの温帯に生息していたが20世紀の初期に狩り尽くされて絶滅した。数多くの種が温暖な気候の地域に移入されて安定個体群を確立している。オキナインコ(Monk Parakeet)は現在では合衆国の15の州で繁殖している。
いくつかのインコの種はまったくの定着性であったり、また完全な渡り鳥であったりするが、大多数はその二つの間のどこかに落ち着いて、十分には解明されていない地域間の移動を行ったり、また種類によっては完全に非定着な生活様式を採用したりしている。

## 形態学
インコの強靭な嘴、鉤爪のある脚そして側面を向いた目が見られる
インコは時に"hookbill"（鉤状の嘴）と呼ばれることがある。これは彼らの最も顕著な身体的特徴、すなわち強力な湾曲した幅の広い嘴のことをさしている。上側の嘴は張り出しており、下向きにカーブし、先がとがっている。この嘴は頭骨とは癒合しておらず、これにより嘴を独立して動かすことができ、このことがこれらの鳥が噛む際に発揮することのできる驚異的な圧力に貢献している。下側の嘴は短く、上向きの鋭い先端をもっている。これが上嘴の平坦な部分に対して、鉄床に対するハンマーのような動きをする。種子を食べるインコは強靭な舌をもっており、これが嘴の中で種子を扱ったり、ナッツの位置決めを助けたりする。これによって嘴は殻を割るために適切な力を加えることができる。頭は大きく目は横向きについている。これは双眼視による展望を制限するが、周辺視野を大いに強化する。彼らは直立した姿勢で、強力な脚と鉤爪をもった趾（あしゆび）をしており、二つの趾は前方を向き、二つの趾が後方を向いている（対趾足）。
オウムはその頭頂部に可動する羽根でできた冠（冠羽）をもっており、ディスプレイのために起立させたり、畳んだりすることができる。
2024年のサイエンス誌では、すべてのオウム上科（7種）の代表的な赤、オレンジ、黄色、緑の羽の包括的な化学分析を実施し、オウム目鳥の種類の間での色素の構成比率の違いを明らかにし、その元となる遺伝子発現の相違とその機構について探索することで、色の変異の原因の酵素遺伝子として ALDH3A2 を特定している。

## 生態
インコは力強い、直線的な飛行をする。たいていの種はそのほとんどの時間を樹冠の中で枝に留まったり、木に登ったりしながら過ごす。しばしばその嘴を枝やそのほかの手がかりに引っかけたりくわえたりして木登りのために使う。地上ではよたよたと歩くことが多い。

### 食餌
インコの食餌は種子、果実、果汁や蜜、花粉と、度合いは小さいが動物の捕食からなっている。これらの中で、ほとんどのインコ科の鳥とオウムにとって疑いなく最も重要なものは種子である。大きく強力な嘴の進化は主として種子を割って摂食することへの適応として説明することができる。アラゲインコ(Pesquet's Parrot)を除くすべてのインコ科の鳥は殻から種子を取り出すのに同じ方法をとる。種子は嘴の間に保持され、下側の嘴によって殻が砕かれる。するとすぐに嘴の中で転がされ、残った殻が取り除かれる 。場合によっては大きな種子を保持するのを助けるために足が使われる。インコは種子の散布者というよりはむしろ種子の捕食者であり、果実を摂取するとして記録されているものでも、多くの場合彼らは単に種子を手に入れるためだけの目的で果実を食べている。種子は自身を守るため有毒であることがよくあり、インコは、化学的によく防御されている種皮や果実のこれ以外の部分を食べる前に注意深く取り除いている。新世界やアフリカ、パプアニューギニアのたくさんの種類のインコが粘土を食べている。粘土はミネラルを放出し、そしてインコの腸から有害な化合物を吸着する 。
ヒインコ、オトメインコ(Swift Parrot)とシュバシサトウチョウ(Philippine Hanging Parrot )は主に果汁や蜜と花粉を食べる。そしてこの食餌のもとを集めるために先端がブラシ状になっている舌をもっており、同様にこの食餌に順応するために腸もある種の特殊化によって適応している。またほかの多くの種も同じように果汁が得られるようになればこれを摂取する。
一部のインコは種子や花を食べるほかに、動物を捕食することがある。キンバネミドリインコ (Golden-winged Parakeet)は水棲の巻き貝を捕食するし、よく知られているようにニュージーランドのミヤマオウム(Kea)はヒツジの屍肉をあさって食べることがある。またヒメウミツバメ(petrel)の幼鳥を殺すことすらある。ほかのニュージーランドのインコであるムジアオハシインコ(Antipodes Island Parakeet)はヒメアシナガウミツバメ(Grey-backed Storm-petrel)が営巣している巣穴に侵入して抱卵している成鳥を殺す 。ある種のオウムやカカもまた地虫を得るために枝や幹を掘り返すことがある。

### 繁殖
いくつかの例外はあるが、インコは一雄一雌で繁殖を行い、なんらかの空洞に営巣し、その営巣地以外にはなわばりを設定しない 。オキナインコと Agapornis属(ラブバード)のうちの5種のみが樹上に巣を編み、3種のオーストラリアとニュージーランドのキジインコ(Pezoporus wallicus、Ground Parrot)が地上に巣を作る。これ以外のすべてのインコは、木の洞か、そうでなければ崖や河岸に掘られた巣穴や、シロアリの巣ないし地上に掘られた穴といった空洞に巣を作る。集団で営巣する種もあり、イワインコのばあい、優に70,000羽を超えるコロニーを形成する。
インコの卵は白である。ほとんどの種で雌が抱卵をすべて受け持つが、いくつかの種では雌雄で分担して抱卵が行われる。雌は抱卵期のほとんどすべてを巣にとどまって過ごし、雄によって給餌される。
コンゴウインコやその他の大型のインコはK選択を採用する種の典型で、低い繁殖率を示す。彼らは成熟するまでに数年を要し、年間に1羽ないし非常に少ない数の子を育てるが、必ずしも毎年繁殖を行うとは限らない場合もある。

### 知能
飼育されている個体による研究から、どの種類の鳥がもっとも知能が高いかについての知見がもたらされている。ヨウム(African Grey Parrot)による研究から、インコにはヒトの言葉を物まねすることができるという特徴があるだけではなく、中には単語をその意味にしたがって結びつけて簡単なセンテンスを作ることができるものもあることが明らかになった。カラス・ワタリガラス・カケスなどのカラス科鳥類と並んでインコはもっとも知能の高い鳥であると考えられている。事実、インコやカラス科の鳥の頭脳と体の大きさの比率は高等霊長類のそれに匹敵する
。鳥類の想定された知的能力に対する反論の一つは、鳥類が相対的に小さな大脳皮質しか持っていないということである。大脳皮質は、ほかの動物においては知能をつかさどると考えられている脳の一部分である。しかしながら、鳥類は脳の異なった部分、すなわち吻側部内側新線条体/上位線条体をその知性の中枢として使っていると見られている。研究によりそれらの種がもっとも大きな上位線条体をもっている傾向があるということが明らかになったが、これは意外なことではない。また、カリフォルニア州立大学サンディエゴ分校の神経科学者である Dr. Harvey と J. Karten は鳥類の生理学の研究により、鳥類の脳の下位部分がわれわれのそれに似通っていることを明らかにした。
インコはその知能を言語を使う能力に関する科学的テストによって示したのみならず、たとえばミヤマオウムなどの一部の種類のインコでは道具を使うことに長けており、これでパズルを解くことができるということを示した。

#### 物まねと会話をする能力
多くの種類のインコがヒトの言葉やその他の音のものまねをすることができる。そしてアイリーン・ペッパーバーグの研究結果によってアレックスという名のヨウムが高い学習能力を持っていたことが示されている。アレックスは言葉を使って対象を識別し、それらを説明し、その数を数えるように訓練された。さらには「赤い四角はいくつありますか?」といった複雑な質問に80%以上の正確さで答えることすらできた。第二の例はN'kisiという名の別のヨウムである。N'kisiは1,000語近い語彙をもち、それを正しい文脈で使うだけではなく、正しい時制で作文できる能力を持っていることを示した。
インコには声帯がなく、このため音は分岐した気管の口全体に空気を噴出させることによって作り出される。異なった音は気管の深さと形状を変化させることによって作り出される。したがって話すインコは、実際にはさまざまなバリエーションでさえずっているということになる。ヨウム(Congo African Grey Parrots、CAG)は、その"話す"能力でよく知られているが、これはおそらく強靭な気管かあるいはその精密なコントロールに依っているのであろう。しかしこのことはオカメインコ（オカメインコの話す能力は一般にあまり知られていない）がヨウムよりもたくさんの語彙をもつことができるということを意味するわけではない。
この能力によって古代から現在に至るまで、インコはペットとして珍重されてきた。ペルシャのルーミーによって1250年に書かれた"精神的マスナウィー"の中で、筆者はインコを話すように訓練する古代の方法について述べている。
「インコは単語の意味を理解することなく話すことを教えられます。その方法はインコとトレーナーの間に鏡を置くことです。鏡の背後に隠れたトレーナーは単語を口にします。そしてインコは鏡に映った彼自身の姿を見て、もう一羽のインコが話していると思い鏡の背後のトレーナーが口にした全ての言葉を模倣します。」

## 人間との関係
森林伐採や農地開発などによる生息地の破壊、農作物を食害する害鳥としての駆除、食用の狩猟やペット用の採集などにより、生息数が減少している種もいる。
人間とインコの間には複雑な関係がある。経済的にはかれらはペット売買による収入源としてコミュニティに利益をもたらしうるし、また市場性の高い観光の呼び物であり、シンボルでもある。しかしまた害鳥として、ことにオーストラリアのある種のオウムのように、経済的に影響の大きい種もある。場合によっては人間による環境の改変によって利益をこうむっているインコもいて、その生息域を農業活動にともなって拡大しており、また同じように多数のインコがその生息数を減らしている。

### ペットとしてのインコ
そのヒトと親しくまじわる愛らしい性質、高い知能、鮮やかな色彩と言葉をまねする能力からインコはペットとして高い人気を得ており、歴史的にもさまざまな文化において飼育されてきた。1世紀の初めの大プリニウス(ガイウス・プリニウス・セクンドゥス)の記録によれば、ヨーロッパ人はホンセイインコ(Rose-ringed Parakeet 、ring-necked parrot とも)と記述の一致する鳥を飼っていた。何千年ものあいだ、かれらはその美しさと話す能力から珍重されてきたが、飼育することの困難さもまた証明されてきた。たとえば筆者 Wolfgang de Grahl は1987年の彼の著作"The Grey Parrot" の中で、真水が有害であると考えて、船積みされたインコにコーヒー以外を飲むことを許さなかった輸入業者がいたこと、そしてその行為が輸送中の生存率を向上させると信じていたことを取り上げている（今日ではコーヒーに含まれるカフェインが鳥に有害であるということが一般にみとめられている）。
ペットのインコは鳥かごや鳥小屋で飼われるだろう。しかし一般にヒトに慣れたインコは、日常的に外に出てスタンドやジムにとまることが許されなければならない。地域によってインコは捕獲された野生種かもしれないし、飼育下の人工繁殖による個体かもしれないが、野生インコの存在しない大部分の地域では人工繁殖による個体である。
ペットとして一般的に飼育されているインコの種類には、コニュア、コンゴウインコ、ボウシインコ、白色オウム、ヨウム、ラブバード、オカメインコ、セキセイインコ、オオハナインコ、シロハラインコ、パラキート、アケボノインコ やハネナガインコなどがある。その気質、騒音の大きさ、物まねの能力、ヒトに触れられることへの好悪、そして世話の方法などは種類によって異なるが、しかしそのインコがどのように育てられたかということが、一般にその個性に大きな影響を与える。
インコはその美しさと高い知能、そしてヒトと親しくまじわる性質のためペットとしての人気が高い。1992年に、新聞USAトゥデイ紙は、アメリカ合衆国だけで1100万羽の鳥がペットとして飼われており、その多くがインコであると発表した 。あらゆる種類のペットバードのなかでも家畜化されているセキセイインコや一般的なパラキート、小型のインコなどがもっともポピュラーである。
インコは優れたコンパニオンアニマルになることができ、その飼い主と近しい愛情深い絆を形作ることができる。しかしながら彼らは決して飼うことの容易なペットではない。その健康的な生活のためには給餌やグルーミング、獣医の診察、訓練、おもちゃを与えることによる環境強化、運動、そしてほかのインコやヒトとの社会的インタラクションなどが必要である。大型の白色オウムやボウシインコ、コンゴウインコといった一部の大型種のインコは80年におよぶ非常に長い寿命をもつことが報告されており、100年を超える年齢の記録もある。ラブバードやサトウチョウ、セキセイインコといった小型のインコは15年から20年程度の短い寿命をもつ。インコの中には非常にやかましい種類もある。ほとんどの大型のインコは破壊的なことがあり、このため常に新しいおもちゃか、木の枝や噛んで遊ぶためのものを供給することが必要である。
大型のペットのインコの中でもその多くが高い人気と長命、そして知能のために、長い生涯のコースの途上で新しい飼い主に引き取られるということが起こる。一般的な問題とはこうである。つまり可愛らしい穏やかな幼鳥として購入された大型種のインコが、複雑で、多くの場合手数のかかる、飼い主よりも長生きする成鳥へと成熟する。これらの問題のために、そしてこういったホームレスのインコを犬やネコのように安楽死させられないという事実から、パロットレスキューやサンクチュアリといった施設がより一般的になってきている。

### インコの売買
ペットとしてのインコの人気は、鳥の売買取引（しかも多くは非合法のもの）を隆盛に導いた。この結果、現在では絶滅の危機に瀕している種もある。野生のインコの捕獲に加え、生息地の破壊により生存が難しくなったり、種類によっては不可能にすらなってきている。
野生インコの売買はいくつかの国では衰えることなく続いている。2007年1月にはメキシコにおける野生インコ取引を赤裸々に描いたレポートが発表されている。このレポートでは「メキシコで捕獲されたインコの大多数は国内での売買のため国内にとどまる。捕獲されたうちわずかなパーセンテージ(4%-14%)が合衆国に密輸される」と述べている。
この問題のスケールは1996年のトニー・シルヴァ事件をみることで理解することができる。これはテネリフェ島のLoro Parque(ヨーロッパ最大のインコ園)のディレクターにして世界的に高名なインコ専門家であったトニー・シルヴァが、スミレコンゴウインコ（極めて高額で取引される）の密輸の廉で合衆国において82ヶ月間投獄され、100,000ドルの罰金を科されたものである 。この事件は鳥類の保護および取引に対する規制の強化を求める声を呼び起こした。各国はそれぞれ独自に国内・国際取引を規制している。例えばオーストラリアでは1960年以降 固有種の輸出を禁止している。合衆国では唯一の固有種を「絶滅危惧種に関する法律」"Endangered Species Act"により保護し、そして他の国の鳥を「野鳥保護法」Wild Bird Conservation Act によって保護している。何百ものNGOによるキャンペーンや鳥インフルエンザの発生がきっかけとなって、2007年7月に欧州連合は野生の鳥の輸入を永久禁止とした 。2005年10月末に始まった一時的な輸入禁止措置の前には、EU域内には毎年 国際市場の取引量のおよそ90%にあたる約200万羽の生きた鳥が輸入され 、そのうちインコは数十万羽を占めていた。合衆国においては移入種のインコを保護する国内法がない。メキシコには自国の野鳥を捕獲、売買するための免許制度があるが、法律が十分に執行されているとは言えない状態である。

### 文化にみるインコ
インコは人々の著作や物語、美術、ユーモア、宗教そして音楽などに何千年ものあいだおおきな位置を占めてきた。ローマの詩人オウィディウスの"オウムの死に際して"(Latin), (English) から何千年も後のモンティ・パイソンの"死んだオウム"スケッチにいたるまで、インコは数多くの文化の意識のなかに存在してきた。人間の文化におけるインコに関する最近の書籍としてはParrot Culture などがある。
古代においても、そして現代でもインコの羽根は式典や装飾のために使われてきている。インコという"主題"は"動物寓意譚"のような中世文学の中で人間の状態を表すために使われている。かれらはペットとしても長い歴史を持っているのである。
現在インコはたくさんのメディアで大きく取り上げられている。ペットとしてのインコのために発行されている雑誌もあるし、またインコの保護のための雑誌(PsittaScene)もある。最近の小説でインコをあつかっているものにはマイケル・クライトンの" Next"がある。映画では"ポーリー"が、またドキュメンタリーとしては "The Wild Parrots of Telegraph Hill"がある。
インコは神聖なものとして考えられていたこともある。古代ペルーのモチェの人々は、鳥を崇拝して彼らの芸術のなかにしばしばインコを表現した。

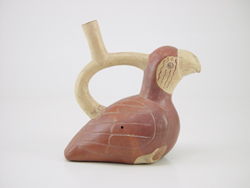
モチェのインコ. 200 A.D. Larco Museum Collection リマ, ペルー

インコは国家やナショナリズムの象徴としても使われる。ドミニカ国の旗にミカドボウシインコ (Imperial Parrot) を見ることができる。オウボウシインコ(St. Vincent parrot)は、カリブ海の国セントビンセント・グレナディーンの国鳥である。
インコに関する言い回しが現代の英語に色を添えている。"parroting"という語を辞書で見ることができるが、これは「丸暗記で繰り返す(おうむ返し)」という意味である。ほかにもイギリスで使われる決まり文句に "sick as a parrot."(ひどく不調、落ち込んでいる)というのがある。ミュージカルアーティストのジミー・バフェットのファンたちは自らを"parrot heads"と呼ぶ。
一生の仕事としてインコに身を捧げることが可能である。動物園や水族館ではインコの世話をし、そして訓練をするために飼育係を雇っている。獣医の中には鳥類の医療に専門化して、インコを専門に扱っている者たちもいる。生物学者たちは野生のインコの生息数について研究を行い野生インコの保護の助けになっている。ブリーダーはインコを繁殖させペット売買のため販売している。

### 移入種としてのインコ

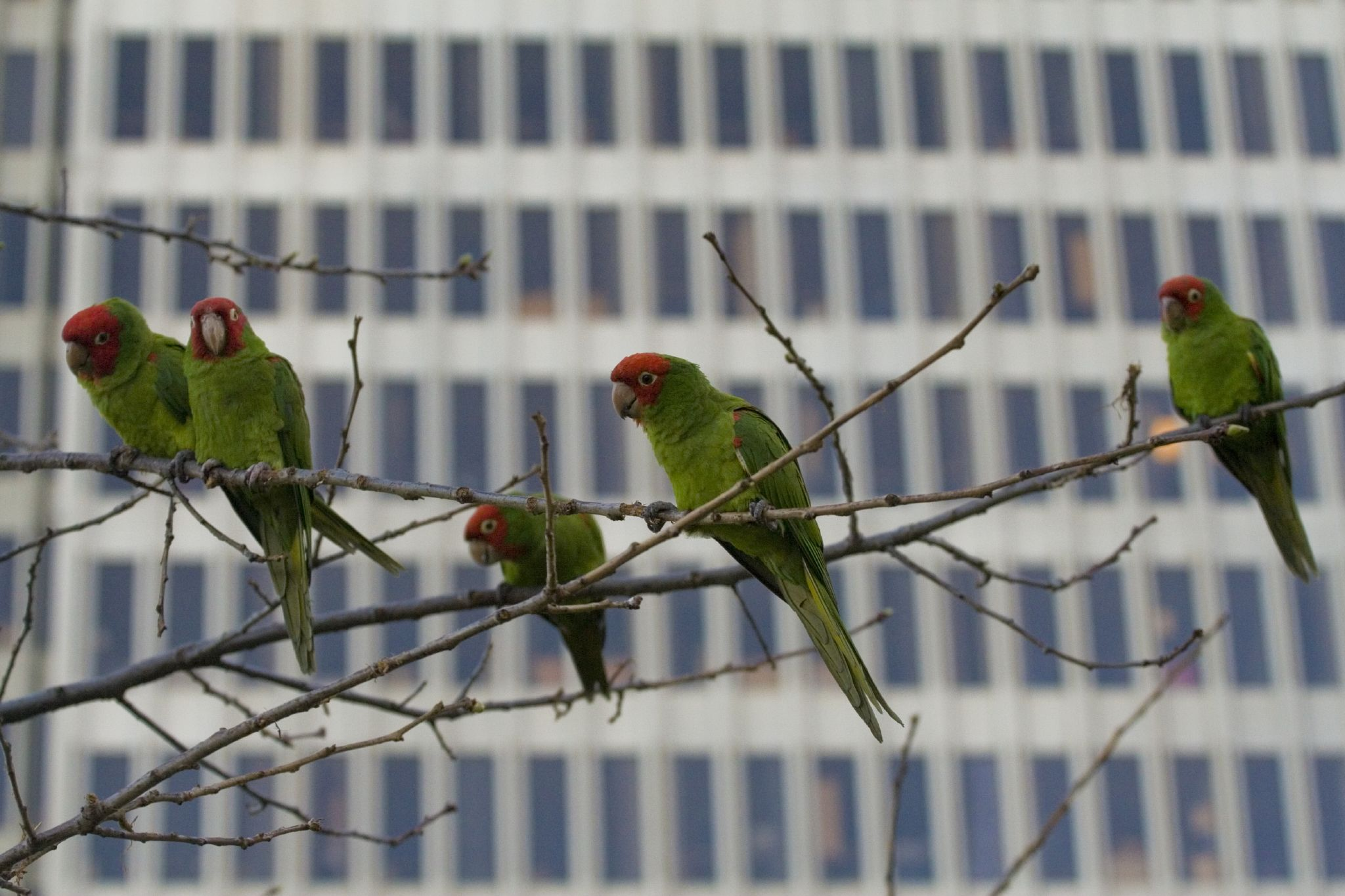
サンフランシスコの野生オナガアカボウシインコAratinga erythrogenys.
この個体群は書籍と映画 "The Wild Parrots of Telegraph Hill" の題材になっている。

いくつかの種類の逃げ出したインコたちが、その本来の生息域の外に野生で定着するようになっており、なかにはオウム目の自然の生息域を超えているケースもある。そのなかで最も初期の事例がフィジー島産のペットのキサキインコ(Red Shining-parrot、Alisterus scapularis)で、トンガ諸島南部に定着してあらたな個体群を形成している。これらの移入は有史以前に行われており、トンガ諸島のキサキインコは1770年代にキャプテン・クックによって記録されている。逃亡したインコたちがカリフォルニアやテキサス、フロリダの市街地で繁殖し始めたのは1950年代のことである（証明されてはいないが、テキサスとフロリダで1920年代にまでさかのぼる初期の主張もある） 。彼らはその驚くほどたくましい適応性をヨーロッパや北アメリカの環境において証明している。ときには彼らは数が増えすぎて厄介者や害鳥になったり、土着の生態系に対して脅威となることすらある。

### 絶滅の危機と保護活動

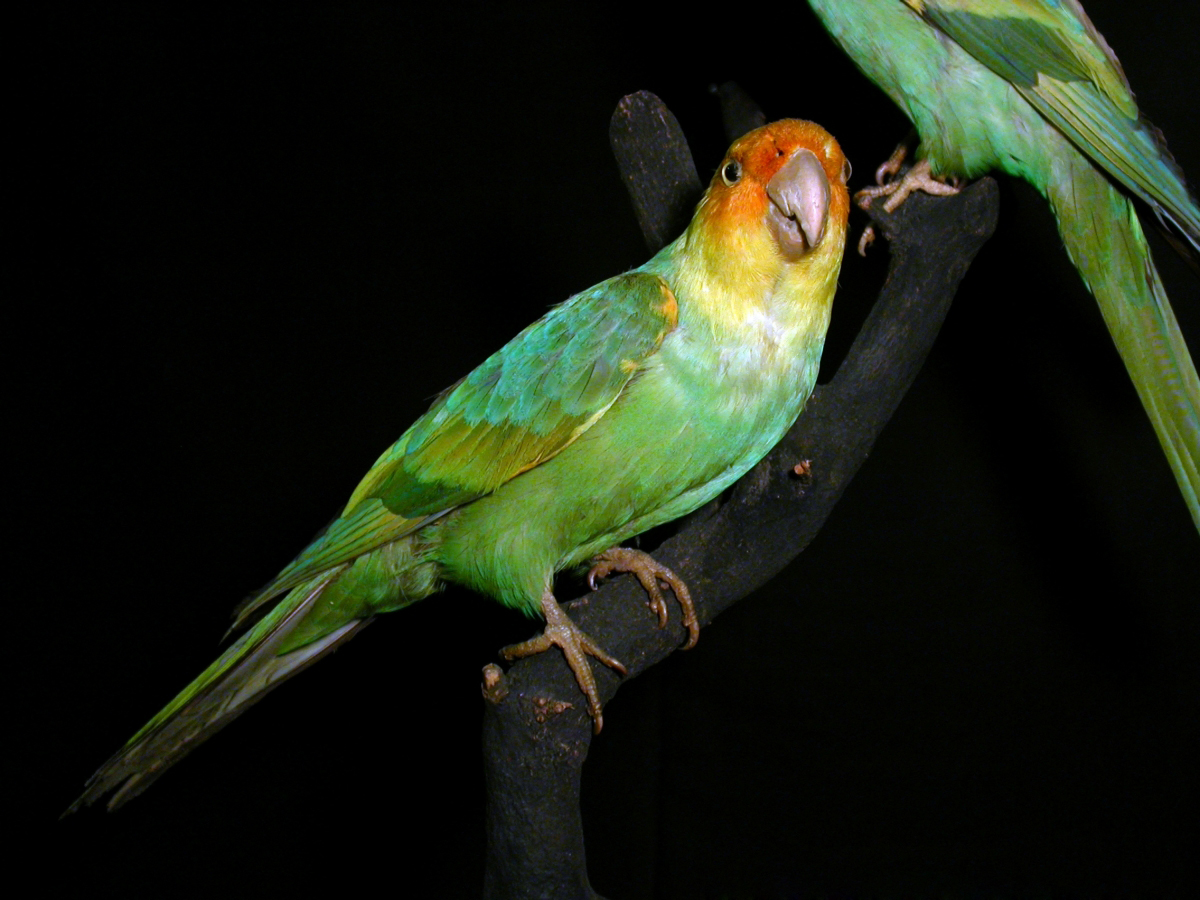
狩尽くされて絶滅したカロライナインコの標本

これほど多数の種が個体数を減らしているのにはいくつもの理由があるが、第一の原因は居住地の喪失、狩猟そしていくつかの種においては野鳥の売買である。インコはいくつもの理由のために虐げられている。ある地域では彼らは食料として、羽根のために、そして農業的な害鳥として狩られる(あるいは狩られてきた)こともあるだろう。アルゼンチン政府がオキナインコに農業的害鳥として賞金をかけた時には、結果として何千羽もの鳥が殺されたが明らかにこのことは全体の生息数にはたいした影響を及ぼさなかった 。ペット売買を目的とした捕獲は多くの希少な種や、繁殖の遅い種にとって脅威となっている。居住地の喪失や退廃は、そのほとんどが農業のために引き起こされるが、数多くのインコの種に対する脅威となっている。インコは木の洞に巣をかけるため営巣地の喪失と、これらの場所に移入された種との競争に対してきわめて脆弱である。ことに老木の喪失は地域によって(特にオーストラリアのように営巣に好適な樹木が、樹齢数百年にもおよぶことがあるところでは)大きな問題となっている。
多くの種類のインコが島嶼のみに生息しており、そして哺乳類の捕食者に対抗していくために必要な適切な対捕食者行動を欠いているために、ネズミやネコといった移入種に対して脆弱である。このような捕食者たちをコントロールすることが、絶滅危惧種の個体数を維持したり、また増加させる助けになりうる 。限定された居住地に生息する個体数の少ない孤立した種は、ハリケーンや噴火といった物理的な脅威に対してもまた脆弱である。

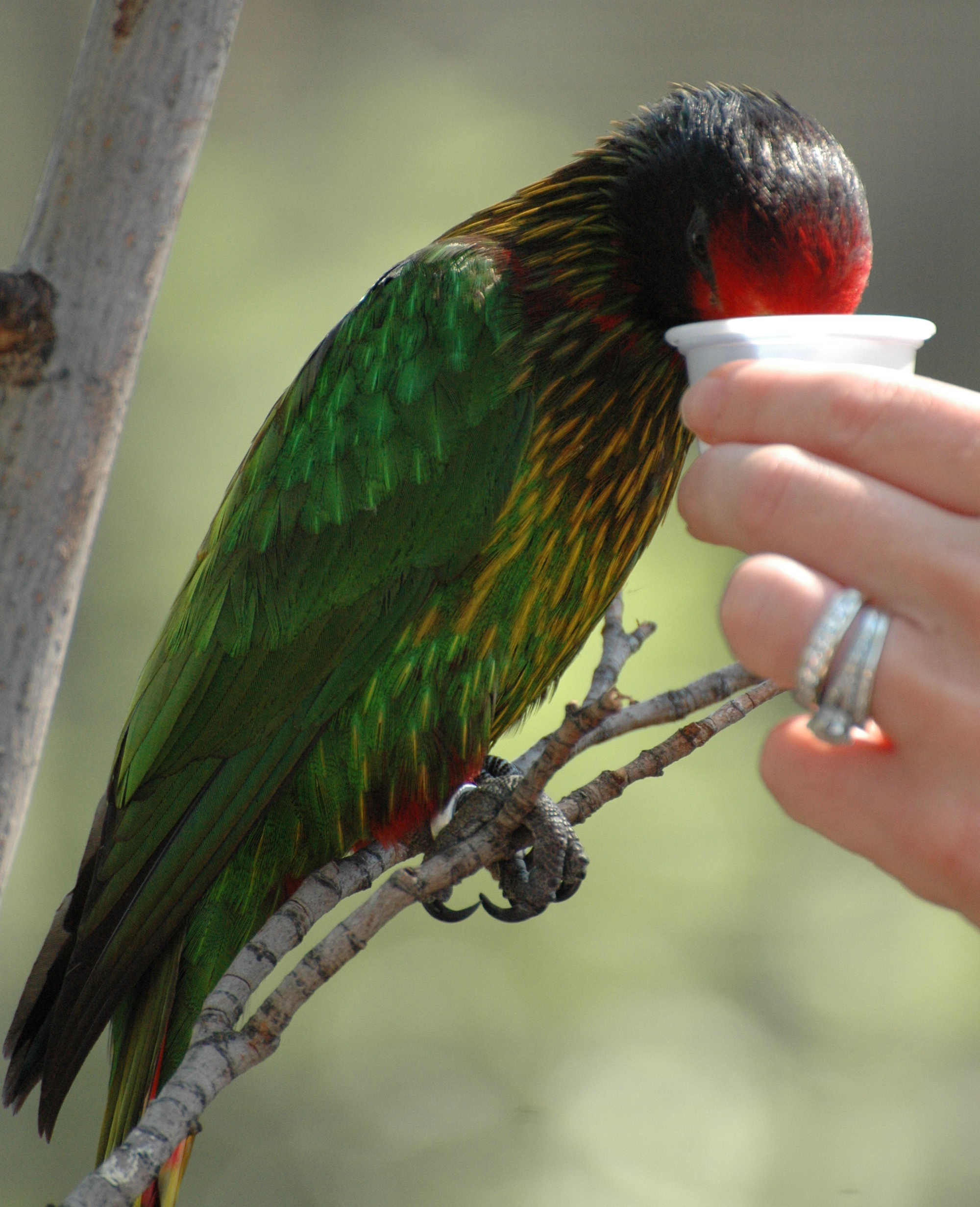
キスジインコ 小さなカップから果汁を飲んでいる

野生インコの個体数の保存を目的とした活動的な環境保護団体がたくさん存在している。これらのグループの多くはインコに深い関心をよせるペットの飼い主たちによって支えられている傾向がある。最も大きなグループの一つに、国際的な組織であるワールド・パロット・トラスト The World Parrot Trust がある。このグループは、雑誌Psittascene を発行し、寄付とメンバーシップを通して資金を集めるのと同時に、有益なプロジェクトに援助を与えている。彼らは22カ国で保護活動を援助していると述べている。もっと小さなスケールでは、地元のバードクラブ(鳥の愛好者や飼い主の団体)が保護活動に寄付するための寄金を募ることもあるだろう。動物園や野生生物保護センターでは普段、野生動物の個体数にダメージを与えるような習慣を変えるための公教育を提供している。
最近多くの動物園で採用されている人気のアトラクションが、ローリーやロリキート(ヒインコ)への給餌ステーションである。ここで入場者は小型のインコにカップに入った液体の飼料を食べさせる。通常これは教育的な掲示と講義に関連して行われる。